# Dicranomyia (Dicranomyia) chandra
Dicranomyia (Dicranomyia) chandra is een tweevleugelige uit de familie steltmuggen (Limoniidae). De soort komt voor in het Oriëntaals gebied.